# Раухала (посёлок)
Ра́ухала (фин. Rauhala) — посёлок в составе Мийнальского сельского поселения Лахденпохского района Республики Карелия.

## Общие сведения
Расположен на трассе А121 («Сортавала»), в 2 км от города Лахденпохья.
Через посёлок проходит ежегодный этап чемпионата России по авторалли «Белые ночи».

## Население
| 2002 | 2009 | 2010 | 2013 |
| ---- | ---- | ---- | ---- |
| 184  | ↘175 | ↘136 | ↘130 |

## Улицы

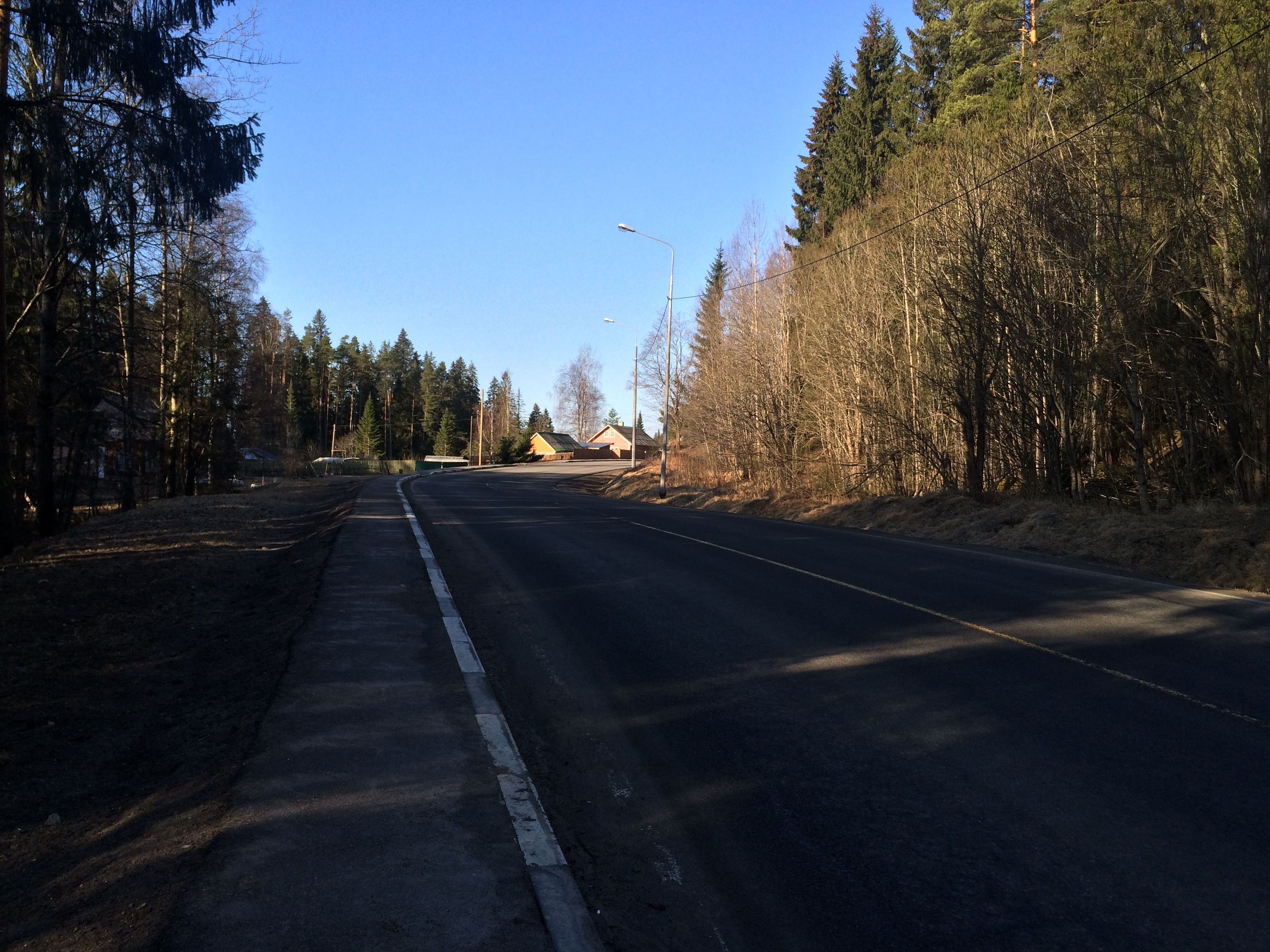

- ул. Гористая
- пер. Гористый
- ул. Лесная
- шоссе Сортавальское
- ул. Хуторская
- ул. Центральная